# Хлебников, Валерий Владимирович
Вале́рий Влади́мирович Хле́бников (род. 15 мая 1951, Маячка, Херсонская область) — советский и российский дирижёр, педагог, художественный руководитель и главный дирижёр Симфонического оркестра Чеченской государственной филармонии, Главный дирижёр Национального симфонического оркестра Дагестана, профессор Ростовской консерватории, заслуженный артист РСФСР (1986), народный артист России (2006), народный артист Чеченской Республики (2012), Народный артист Дагестана (2017), лауреат национальной премии «Человек года» в области культуры.

## Биография
Валерий Хлебников окончил Одесскую специальную музыкальную школу имени Петра Столярского в 1969 году. Продолжить обучение он решил в Ленинграде. В 1974 году Хлебников окончил Ленинградскую консерваторию по классу Александра Паршина, а в 1983 году — аспирантуру Ленинградской консерватории под руководством Кирилла Никончука.
С 1974 по 2001 год Хлебников был солистом симфонического оркестра Ростовской филармонии. В 1986 году ему было присвоено звание заслуженный артист РСФСР. С 1986 по 2005 он руководил ансамблем старинной и современной музыки «Камерата».
В 1996 году Валерий Хлебников закончил Ростовскую государственную консерваторию им. С. В. Рахманинова по классу оперно-симфонического дирижирования профессора Равиля Мартынова. С 2002 года Хлебников является художественным руководителем и главным дирижёром Национального симфонического оркестра Северной Осетии-Алании, а также сотрудничает со многими другими оркестрами.
В 1977 году он начал преподавать в Ростовском музыкально-педагогическом институте. В настоящее время Валерий Хлебников — профессор Ростовской консерватории по классу гобоя и симфонического дирижирования. По мнению многих коллег Хлебникова, он является одним из лучших преподавателей игры на гобое в России. Среди его учеников такие молодые музыканты как Т. Малярова и А. Абашкин.
С 2011 года является художественным руководителем и главным дирижёром воссозданного спустя многие годы Симфонического оркестра Чеченской государственной филармонии имени Аднана Шахбулатова, а также детского симфонического оркестра, созданного в Грозном в 2015 году. С апреля 2015 года Валерий Владимирович Хлебников является главным дирижёром Национального симфонического оркестра Дагестана.
Свой 65-летний юбилей Валерий Хлебников отметил 16 мая 2016 года на сцене театрально-концертного зала в Грозном.
Награждён орденом «За заслуги перед Республикой Дагестан» (2021).
В 2021 году награждён Медалью «За заслуги перед Чеченской Республикой».